# Bunde
För andra betydelser, se Bunde (olika betydelser).
Bunde (plattyska: Bunn) är en kommun i distriktet Leer i det tyska förbundslandet Niedersachsen. Bunde ligger i det historiska landskapet Ostfriesland, på gränsen till Nederländerna. Kommunen ligger i den del av Ostfriesland som kallas Rheiderland, väster om staden Leer vid havsviken Dollart.

## Geografi
Centrala Bunde ligger på en ås av geestland. Runt denna ås finns marskland. I öster och söder finns myrområden.

## Historia
En stor del av den nuvarande kommunens yta blev under medeltiden genom stormfloder en del av havsviken Dollart. Vid denna tid hade Bunde en viktig Nordsjöhamn. Under tidens lopp har stora delar av Dollart torrlagts och återvunnits som land.
År 1973 bildade dåvarande fem kommuner en kommungemenskap med namnet Bunde. Nuvarande kommun bildades först år 2001.

## Kultur
Bunde ligger inom det ostfriesiska kärnområdet och domineras därför av den frisiska kulturen. En stor del av befolkningen i Bunde talar plattyska. Bunde har även påverkats av närheten till Nederländerna och provinsen Groningen. Närmaste nederländska ort är Bad Nieuweschans i kommunen Reiderland.
I huvudorten Bunde finns framför allt två kulturhistoriskt intressanta byggnader. En korskyrka från 1100-talet med romanskt långskepp samt tvärskepp och kor från 1200-talet. Dopfunten är från 1200-talet. Väderkvarnen i Bunde är den tredje största väderkvarnen av holländsk typ i Ostfriesland. I Wynhamster Kolk finns en vattenkvarn från 1804 och i Bunderhee finns resterna av en borg från 1200-talet som numera är ombyggd till bostadshus.

## Näringsliv
Bundes näringsliv domineras av bland annat jordbruk och turism. I omedelbar närhet till gränsen mot Nederländerna finns ett stort industriområde. Motorvägen A31 mellan Ostfriesland och Ruhrområdet går genom kommunen.

## Orter i Bunde kommun
- Boen (461 invånare)
- Bunde (3 885), kommunens huvudort
- Bunderhee (598)
- Dollart (1 285): Ditzumerhammrich, Ditzumerverlaat, Heinitzpolder, Kanalpolder, Landschaftspolder och Bunderhammrich
- Wymeer (1 351)